# یواس‌اس کلیسپل (وای‌تی‌بی-۷۸۴)
یواس‌اس کلیسپل (وای‌تی‌بی-۷۸۴) (به انگلیسی: USS Kalispell (YTB-784)) یک کشتی بود که طول آن ۱۰۹ فوت (۳۳ متر) بود. این کشتی در سال ۱۹۶۵ ساخته شد.